# Ferdinand Guérin
Ferdinand Guérin (1900 en París, Francia - 4 de septiembre de 1970) fue un violinista francés.

## Reseña biográfica
Inició los estudios musicales con su padre, Alphonse Guérin. En 1910 ingresó en el Conservatorio de París y en 1912 en la Schola Cantorum, donde fue discípulo de Martin-Pierre Marsick, Narcisse-Augustin Lefort y Armand Parent. Pronto participó en conciertos y en sesiones privadas en Francia y España. Vivió en París hasta 1917 y posteriormente fijó su residencia en Barcelona. En 1926 fundó el Quartet Ibèric, al que también pertenecieron Josep Doncel, Gracià Tarragó y Ferran Pérez Prió, más tarde este último fue substituido por Mario Vergé. En los años 40 formó parte del Quinteto Gálvez, junto a Gracià Tarragó, Josep Trotta, Salvador Prió y Rafael Gálvez. También fue miembro del Trío Suñé, del que formó parte junto a Juan Armengol y José Suñé Tomás. Ejerció de profesor en la Academia Longás y en la Academia Ardévol. En 1927 fue nombrado profesor de violín del Conservatorio del Liceo, donde, además, dirigió la clase de música de cámara. Actuó como violín solista en la Orquesta Pau Casals durante los años 1926 y 1928, también en la orquesta del Gran Teatro del Liceo, la Orquestra Ardèvol y la Orquestra Filharmònica de Barcelona, siendo solicitado en esta última por su director, el maestro Juan Manén. Tuvo dos hijos, Joaquim y Manuel, también violinistas. Joaquim Guérin formó parte del cuarteto de cuerda “Ars Nova” y del Quartet Clàssic Català; también fue luthier.
Su fondo se conserva en la Biblioteca de Catalunya.